# Лопатиниці
Лопатиниці (Лопатинці) — пасажирський зупинний пункт Жмеринської дирекції Південно-Західної залізниці на дільниці Жмеринка — Гречани між зупинними пунктами Межирів (3 км) та Дубки (2 км). Розташований поблизу однойменного села Жмеринського району Вінницької області.

## Історія
Зупинний пункт відкритий у 1951 році.

## Пасажирське сполучення
На зупинному пункті зупиняються приміські електропоїзди сполученням Жмеринка — Гречани.